# ديانا ديل
ديانا ديل (بالروسية: Дэлль, Диана)‏ هي ممثلة روسية، ولدت في 11 أبريل 1982 في غروزني في روسيا.